# Stadtfestsaal Antwerpen

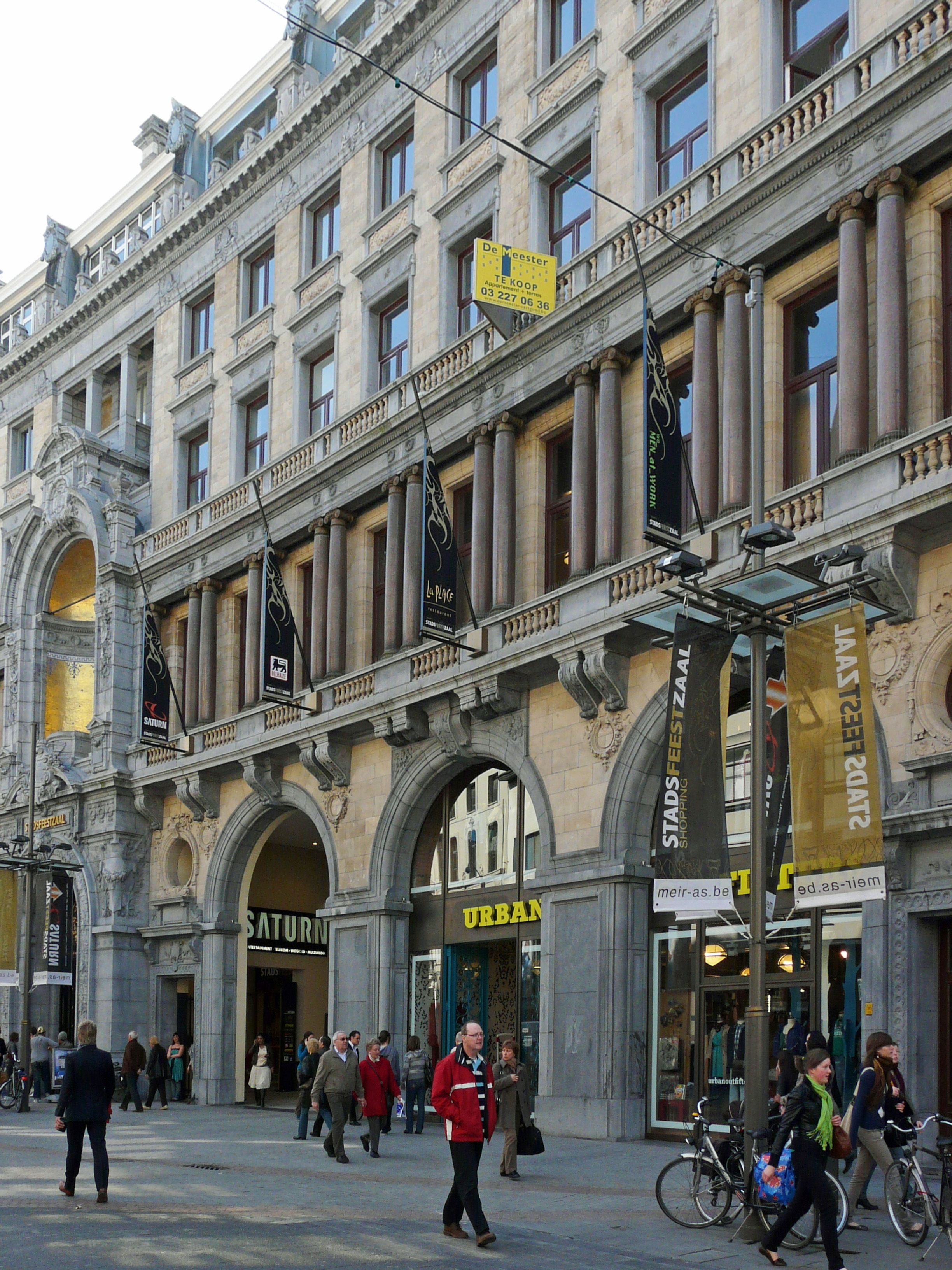
Fassade des Stadtfestsaals

Der Stadtfestsaal Antwerpen (Stadsfeestzaal Antwerpen) ist ein neoklassizistisches Gebäude, welches 1908 erbaut wurde.

## Geschichte

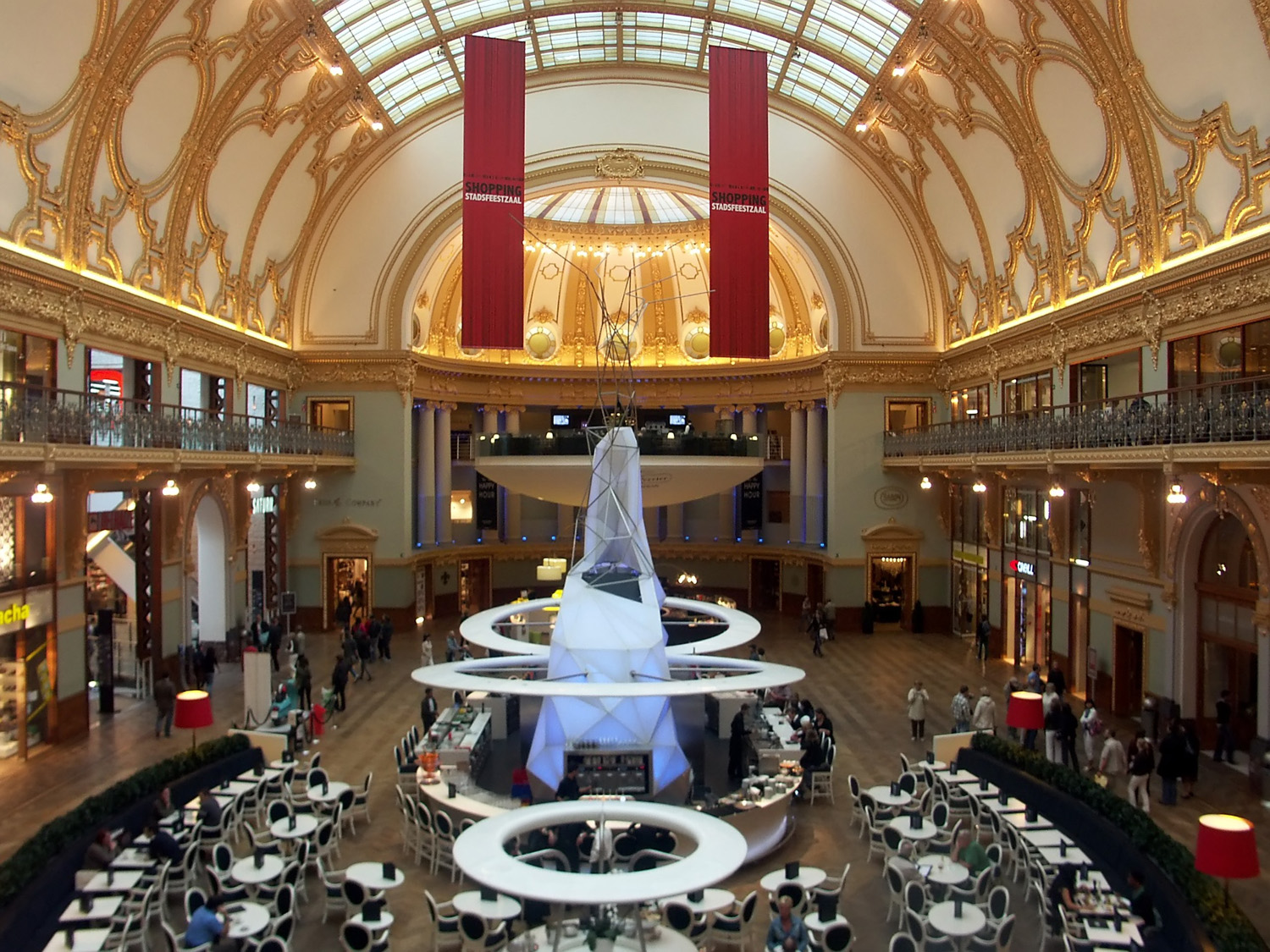
Innenansicht nach dem Umbau 2007

Entworfen wurde es von Alexis van Mechelen. Das Gebäude liegt auf der Meir, einer der bedeutendsten Einkaufsstraßen Antwerpens. Ein zweiter Zugang führt von der Hopland in den Stadtfestsaal. Lange Zeit beherbergte der Stadtfestsaal Kunstausstellungen, die Antiquitätenbörse, die Bücherbörse, den Autosalon und viele verschiedene Veranstaltungen. 2000 vernichtete ein Brand nahezu das ganze Gebäude.
Der Stadtfestsaal wurde renoviert und in ein Luxus-Einkaufszentrum umfunktioniert, welches am 25. Oktober 2007 eröffnet wurde. Ziel des Umbaus war es, Antwerpen noch stärker als Einkaufsmetropole zu positionieren. Besonderheiten sind die Champagnerbar und der erste Tommy-Hilfiger-Tailor-Made-Shop der Welt.

## Veranstaltungen
1953 wurde der Festsaal zum ersten Mal als Austragungsort der Dreiband-Weltmeisterschaft ausgewählt. Er war an allen Spieltagen mit 3.000 Zuschauern komplett ausverkauft. 1974 war die WM zum zweiten Mal zu Gast im Hause. Aufgrund der Umnutzung nach der Neueröffnung 2007 fand die WM 2013 in der „Lotto-Arena“ statt.